# Maximus Lucilianus

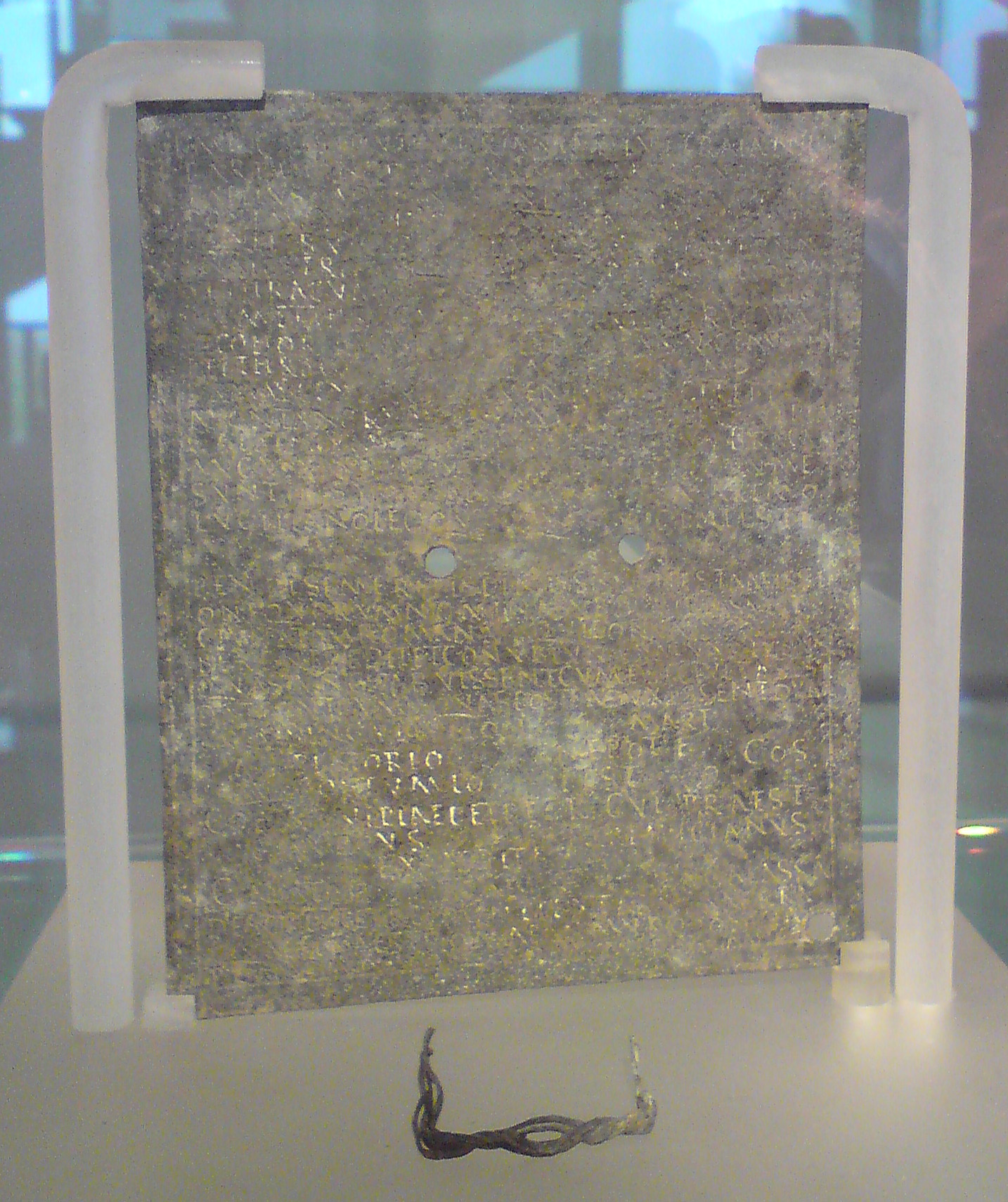
Ein Militärdiplom von 160 n. Chr.

Maximus Lucilianus (sein Praenomen ist nicht bekannt) war ein im 2. Jahrhundert n. Chr. lebender römischer Politiker.
Lucilianus war vermutlich 156/158 Konsul. Durch Militärdiplome ist belegt, dass er 160 n. Chr. Statthalter der Provinz Syria Palaestina war.